# 楼兰
樓蘭是一個西域古國，位於今中國新疆羅布泊西北岸。西漢昭帝（前77年）前，「樓蘭」多指樓蘭國。漢昭帝後，樓蘭國改稱鄯善、鄯善國，「樓蘭」則專指樓蘭城，今亦稱樓蘭故城。
前3世紀時，樓蘭受月氏統治。前177年—前176年，匈奴打敗了月氏，樓蘭又為匈奴所管轄。前77年，樓蘭國王尉屠耆改国名为鄯善，並遷都伊循城，向漢朝稱臣，原都城樓蘭古城則由漢朝派兵屯田。西南通且末、精絕、拘彌、于闐，北通車師，西北通焉耆，東當白龍堆，通敦煌，扼絲綢之路的要衝。由於孔雀河的改道，羅布泊水萎縮，生存環境日益惡劣。422年以後，樓蘭城民眾迫於嚴重干旱，於前涼末遺棄樓蘭城，逐漸南移。此后樓蘭先後併吞了若羌、小宛、精絕、且末等國，成為西域七強之一。448年，鄯善歸屬北魏，後實行郡縣制治理。492年，被高車所滅。1900年，瑞典探險家斯文·赫定發現樓蘭故城遺跡。

## 樓蘭變遷

### 起源來歷
樓蘭在何時建立至今不詳。近代在對樓蘭及其附近的考古發掘中發現了一些樓蘭時期的木乃伊——塔里木木乃伊。這些木乃伊的年代可以追溯到前1800年左右至前1世紀左右。通過考古證實，樓蘭與生活於塔里木盆地的吐火羅人密切相關，儘管這並非定論。梅維恆的研究團隊則指出樓蘭出土的這一些木乃伊屬於高加索人種，可能是吐火羅人。:p. 40

### 西漢時期
樓蘭這個國家最早於西漢時期見於漢文史料記載。根據《史記·匈奴列傳》：「定樓蘭、烏孫、呼揭及其旁二十六國，皆以為匈奴。」冒頓單于向漢文帝寫信炫耀武功，當時的樓蘭屬匈奴。當時漢朝還不知曉樓蘭位在何處，直至張騫出使西域後，才被司馬遷和班固記在史書中。
漢武帝初通西域，使者往來都經過樓蘭。樓蘭屢次替匈奴當耳目，並攻劫西漢使者。
武帝元封三年（公元前108），漢派兵討樓蘭，俘獲其王。樓蘭即降漢，又遭匈奴的攻擊，於是分遣侍子，向兩面稱臣。後匈奴侍子安歸立為樓蘭王，遂親匈奴，成為了漢朝的心腹大患。
昭帝元鳳四年（公元前77），漢遣傅介子到樓蘭，刺殺安歸，立尉屠耆為王，將其首都由羅布泊西岸遷往南岸的扦泥城（漢時稱作伊循城），另置伊循都尉鎮撫，又改其國名為鄯善。
漢朝又在樓蘭故地設都護府、置軍侯，開井渠，屯田積穀。從羅布泊至渠犁亭燧相望，成為軍事和交通要地。羅布泊當時被樓蘭人稱為樓（又寫作牢）蘭海，漢人則稱其為泑澤、鹽澤或蒲昌海。許慎《說文解字》云：鄯善，西胡國也，從邑善，善亦聲。段玉裁注曰：鄯是漢代初制。

### 東漢時期
安帝永元三年（公元91年）二月，竇憲擊敗匈奴，復設西域都護、戊己校尉及其下屬禾都尉以保護西域諸國，再次將西域諸國納入漢朝勢力範圍。
東漢時的家戶數有一千五百七十戶，人數有一萬四千一百口，軍士兵有二千九百十二人。該國的政府編制有輔國侯、卻胡侯、鄯善都尉、擊車師都尉、左右且渠、擊車師君各一人，譯長二人。另外，該國此國土地多沙地，可耕地極少，需要仰賴旁邊的小國補充糧食。其境內，有許多葭葦、檉柳、胡桐、白草等的生長，其國人民率領畜牧動物逐水草而居，與若羌同。在東漢時代，仍然能挖到玉石，並出口到其他地方。其後漢朝常遣吏卒在樓蘭城故地屯田，自玉門關至樓蘭，沿途設置烽燧亭障。
1906年，斯坦因在新疆尼雅縣北遺址中發現有佉盧文書及東漢封泥，鑴刻篆文「鄯善都尉」，顯示鄯善与漢朝往来密切，可能歸服漢朝。鄯善國當在此時才遷王城於今鄯善縣地。

### 魏晉時期
魏晉王朝在西域地區的屯田主要集中在樓蘭、高昌、尼雅三地。
魏晉時期，在樓蘭屯田的規模很大，士卒們開墾荒地，修渠築壩，種植各類作物，使當年樓蘭地區的農業生產有了相當的發展。由於引水灌溉是維護乾旱地區農業生產的命脈，所以那時常以兵士守堤防衛。在樓蘭城外，考古隊員們在樓蘭古城外邊找到了人工渠道的痕跡，並且在城外密集的雅丹地形中發現了古代的農田和灌渠。
魏晉及前涼時期，樓蘭城成為西域長史治所。
- 據《三國志·魏書·文帝紀》載：「黃初三年（公元222年）二月，鄯善、于闐、龜茲各遣使者奉獻，是後西域遂通，置戊己校尉。」
- 馬可波羅《漢文文書》所收錄的出土於樓蘭的227號木簡記有「口口口卒……樓蘭耕種」的文字；簡753號中也多次出現大麥、禾等農作物的名稱，及類似於「將梁襄部見兵二十六人，小麥六十三畝，溉五十畝，禾一傾七十畝，筯五十畝，溉五十畝」的文字。漢簡的這些記載，無疑表明當時曹魏王朝在樓蘭的屯田有著相當的規模。

### 東晉時期
公元330年，由於孔雀河水的改道，致使位於其下游的樓蘭水源枯竭，屯田生產無法進行，西域長史府被迫遷移。
- 據《水經註》記載，東漢以後，由於當時塔里木河（孔雀河是塔里木河的支流之一）中游的注濱河改道，導致樓蘭嚴重缺水。敦煌的索勒率兵1000人來到樓蘭城，又召集鄯善、焉耆、龜茲三國兵士3000人，不分晝夜橫斷注濱河引水進入樓蘭城緩解了樓蘭缺水困境。但在此之後，儘管樓蘭人為疏濬河道作出了最大限度的努力和嘗試，但樓蘭城最終還是因斷水而廢棄，民眾南移，樓蘭城最終成為今天的樓蘭故城遺跡。

公元399年，法顯和同學數十人，從長安出發西行，……法顯等五人與李浩所遣的使者一起告別在張掖遇到的寶雲等人先行，穿越沙漠區。沙漠區有熱浪，凡遇到者，無一生還。上無飛鳥，下無走獸，法顯一行只能靠太陽辨方向，以死人枯骨為路標。經過十七日的艱難旅行，到達鄯善國（舊稱樓蘭國，故址在今新疆若羌縣），住在這裡一個月，了解到這裡流行小乘佛教，出家人都說天竺話，寫天竺字。可見法顯西遊時消失的只是樓蘭古城，而不是樓蘭國、鄯善國。
樓蘭和鄯善是既有聯繫又有區別的不同概念。漢昭帝元鳳四年（前77年）以前稱樓蘭，以後改國名為鄯善，因樓蘭國是鄯善國的前身，加之長期以來樓蘭人的神秘面紗無法揭開，人們把鄯善國與樓蘭國混為一談的習慣由來已久。大量史料證明，樓蘭古城的消失不等於鄯善國（樓蘭國）的消亡。乃至於樓蘭故地以及羅布泊西南的海頭城消失都不能等同於鄯善國的消失。
魏晉南北朝時期，鄯善國先後臣屬曹魏、西晉、北涼、前秦、後涼、西涼、北涼、北魏、吐谷渾。前秦時，鄯善王休密馱積極建議苻堅出兵西討西域，願為嚮導。

### 北魏時期
公元420年，北涼攻滅西涼，鄯善王比龍到姑臧朝見沮渠蒙遜，西域各國紛紛向北涼稱臣納貢。
公元422年，鄯善國（樓蘭國）先後併吞了若羌、小宛、精絕、且末等國，成為西域七強之一。
公元441年，北涼王沮渠蒙遜之子沮渠無諱終為邊患而討之，無諱敗退，乃派其弟沮渠安周西渡沙漠攻鄯善。
公元442年，沮渠無諱西行與沮渠安周會師，並佔領鄯善。
公元448年，北魏派大將萬度歸西征。萬度歸率領精騎五千，神速進兵鄯善。鄯善百姓佈滿田野，正在耕種放牧。萬度歸下令秋毫無犯，鄯善的將士和百姓深受感動，鄯善王真達也自動出城迎降。北魏指派韓拔為鄯善王，像內地一樣實行郡縣制治理，收取賦稅。
公元470年，柔然大舉南下塔里木盆地，北魏被迫從西域撤軍，並把原設於鄯善國的軍陣撤往西平郡，乃然稱鄯善鎮。
公元490年，高車王阿伏至羅遣使者至北魏，表明願意替北魏趕走柔然並奪回西域屬地。
公元492年，高車占領所屬柔然的高昌，並向柔然發動塔里木盆地的戰爭。南朝西域使者江景玄便目睹，鄯善國在高車的攻擊下滅亡、人民散盡，從此鄯善國（樓蘭國）不復存在。

### 唐朝時期
公元645年（唐貞觀十九年），唐玄奘西行歸來，且末、納縛波等樓蘭、鄯善城郭早已荒廢。

## 發現經歷
樓蘭古城最早的發現者是瑞典探險家斯文·赫定。
1900年3月初，赫定探險隊沿著乾枯的孔雀河左河床來到羅布荒原，在穿越一處沙漠時才發現他們的鐵鏟不慎遺失在昨晚的宿營地中。赫定只得讓他的助手回去尋找。助手很快找回鐵鏟甚至還揀回幾件木雕殘片。赫定見到殘片異常激動，決定發掘這片廢墟。
1901年3月，斯文·赫定開始進行挖掘，發現了一座佛塔和三個殿堂以及帶有希臘藝術文化的木雕建築構件、五銖錢、一封佉盧文書信等大批文物。隨後他們又在這片廢墟東南部發現了許多烽火台一起延續到羅布泊西岸的一座被風沙掩埋的古城，這裡就是樓蘭古城。
古城平面近正方形，邊長在330米左右，幾乎全部為流沙所掩埋。城牆用粘土與紅柳條相間夯築。有古運河從西北至東南斜貫全城。運河東北有一座八角形的圓頂土坯佛塔。塔南的土台上，有一組高大的木構建築遺跡，曾出土漢文、佉盧文文書及簡牘、五銖錢、絲毛織品、生活用具等。運河西南的中部，有3間木構土坯大型房址，房中及其附近曾出土大量漢文文書、木簡及早期粟特文和佉盧文文書，估計為衙署遺跡。其西的一組庭院，可能是官宦宅邸，南邊分佈著矮小的民居。城中出土的各種文書、簡牘，被稱作羅布泊文書。
斯文‧赫定在這裡發掘了大量文物，包括錢幣、絲織品、糧食、陶器、36張寫有漢字的紙片、120片竹簡和幾枝毛筆。這個被斯文‧赫定稱為「沙漠中的龐貝城」的古城震驚了整個世界。隨後，許多國家的考古學家、地理地質學者、探險隊接踵而至。各國探險隊在樓蘭古城及羅布泊地區發掘出的文物數量之豐富、價值之大，震驚了全世界。在各種出土文物中，樓蘭古城出土的漢錦和晉代手抄《戰國策》最為珍貴。漢錦大約製作於公元1-2世紀，做工精細，色彩絢麗，並繡有文字，如「延年益壽」「昌樂光明」「延年益壽宜子孫」等吉祥字樣。這裡發掘出的晉代手抄字紙，比歐洲人最早的紙張都要早700餘年。
在20世紀初的考察過程中，大量樓蘭文物被中國以外的考察團帶走。

## 遺跡現狀

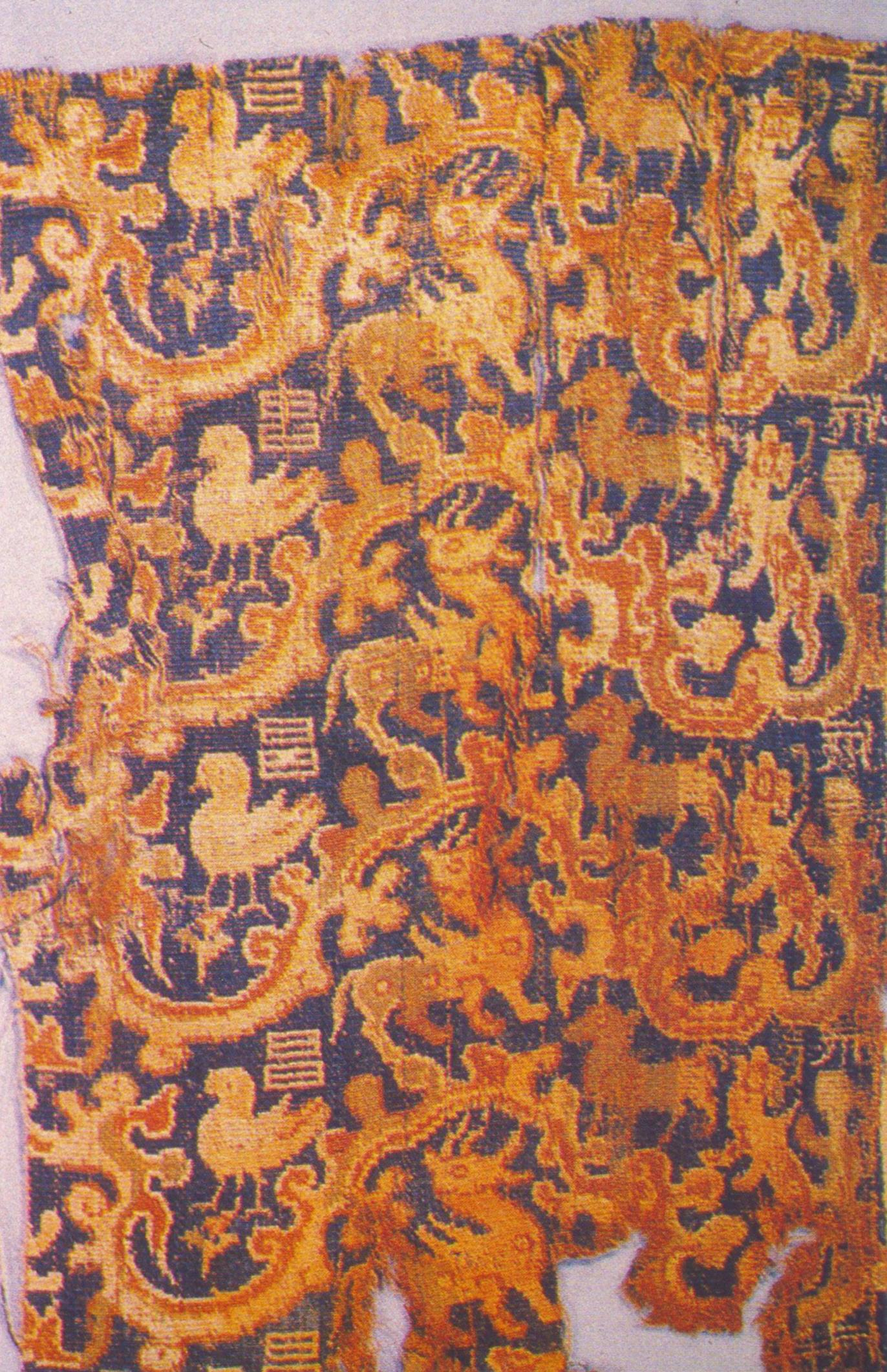
楼兰的丝绸碎片，上面可清楚见到“昌”字图样。

楼兰故城遗址位於東经89°55′22〃，北緯40°29′55〃，地處今中華人民共和國新疆维吾尔自治区巴音郭楞蒙古自治州若羌縣北境，羅布泊西北角、孔雀河道南岸7公里處，西北距库尔勒市350公里，西南距若羌縣城330公里。

現佔地面積12萬平方米，接近正方形，邊長約330米，整個遺址散佈在羅布泊西岸的雅丹地貌群中。

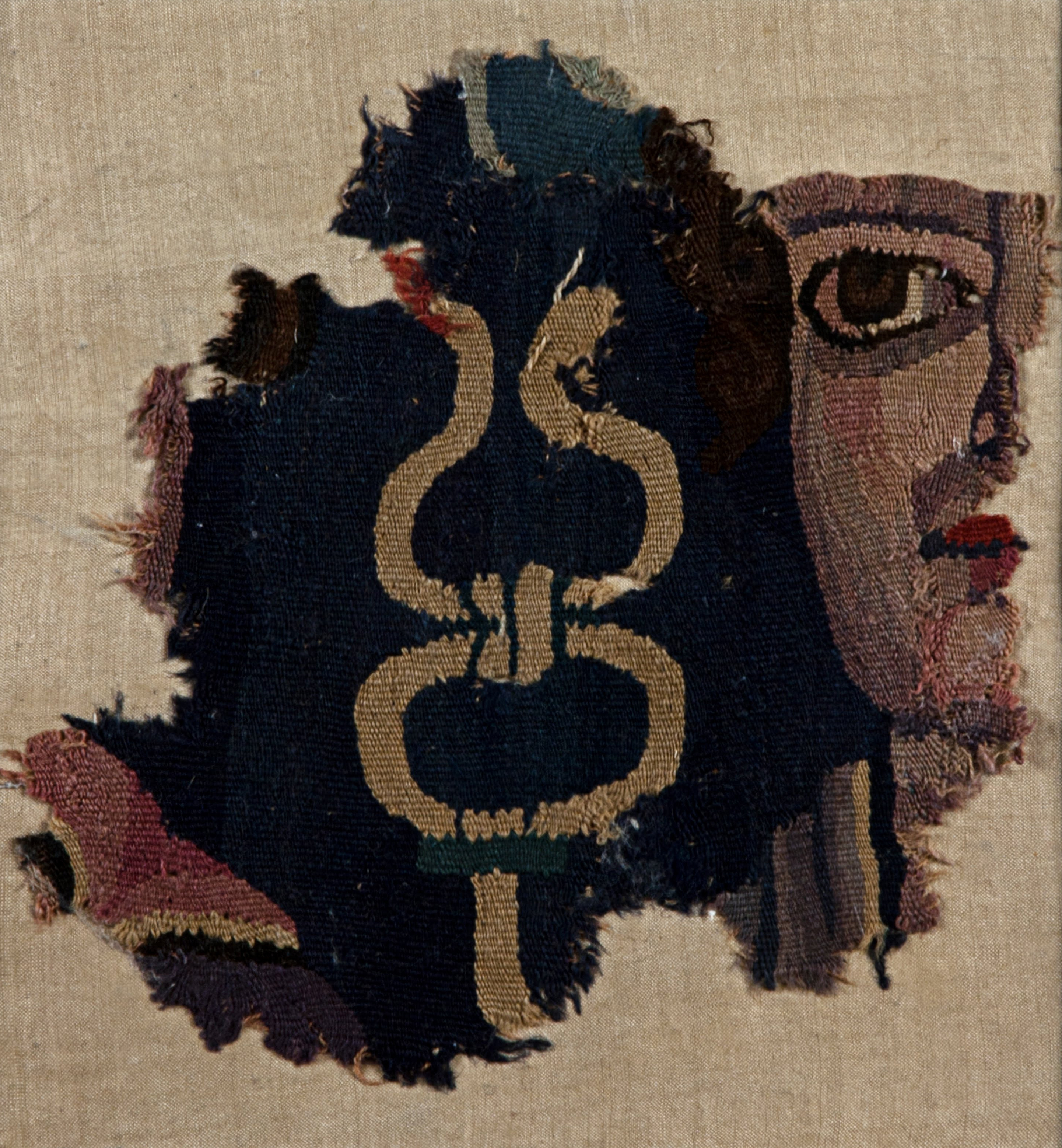
繪有赫密士頭像和商神杖的羊毛掛毯。

## 楼兰国王列表

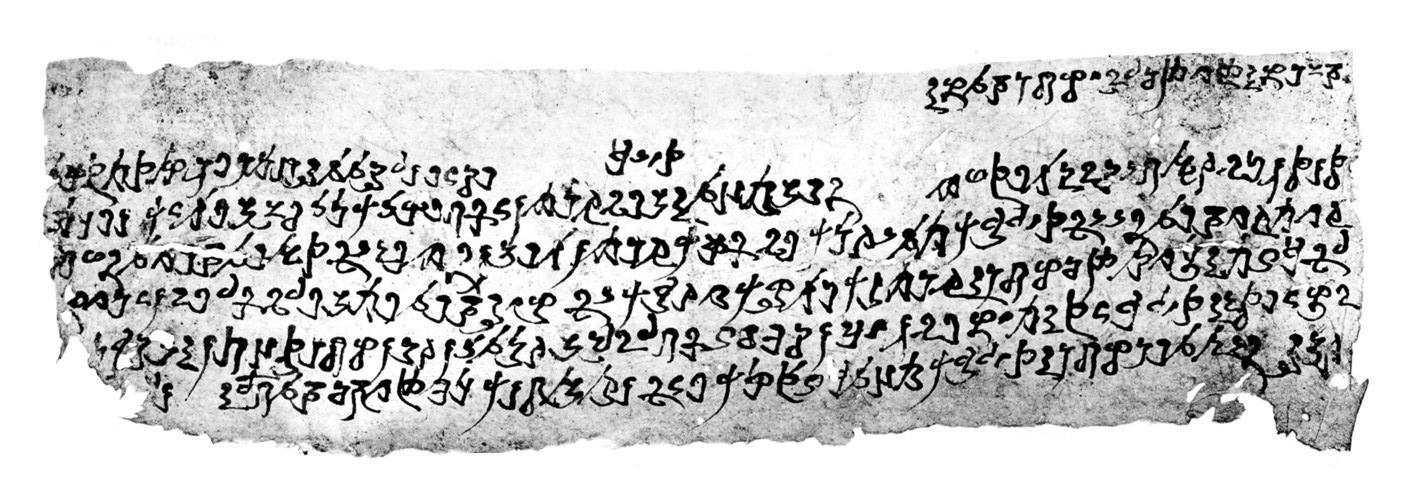
斯坦因發現的佉卢文文件

鄯善國（楼兰）（前92年-542年）
| 名       | 在位时间 | 即位年           |
| -------- | -------- | ---------------- |
| 安归     | 15年     | 己丑 前92年      |
| 尉屠耆   |          | 甲辰 前77前-?年  |
| 安羅伽   | 41年     | 癸巳 33年        |
| 广       | 38年     | 甲戌 74年        |
| 尤还     | 12年     | 壬子 112年-124年 |
| 童格罗迦 | 36年     | 庚辰 200年       |
| 陀阇迦   | 8年      | 丙辰 236年       |
| 贝地耶   | 8年      | 甲子 244年       |
| 安归迦   | 37年     | 壬申 252年       |
| 马希利   | 29年     | 庚戌 290年       |
| 伏色摩那 | 12年     | 己卯 319年       |
| 元孟     | 5年      | 辛卯 331年       |
| 尉梨阇   | 23年     | 丙申 336年       |
| 休密驮   | 27年     | 己未 359年       |
| 胡员吒   | 36年     | 丙戌 386年       |
| 比龙     | 23年     | 壬戌 422年       |
| 真达     | 3年      | 乙酉 445年       |

## 研究書目
- 林梅村：《樓蘭：一個世紀之謎的解析》（北京：中共中央黨校出版社，1999），ISBN：9787503519024。
- Hill, John E. (2009). Through the Jade Gate to Rome: A Study of the Silk Routes during the Later Han Dynasty, 1st to 2nd Centuries CE. BookSurge, Charleston, South Carolina. ISBN 978-1-4392-2134-1.
- Hulsewé, A. F. P. (1979). China in Central Asia: The Early Stage 125 BC – AD 23: an annotated translation of chapters 61 and 96 of the History of the Former Han Dynasty. E. Brill, Leiden. ISBN 90-04-05884-2.
- Mallory, J. P. and Mair, Victor H. (2000). The Tarim Mummies: Ancient China and the Mystery of the Earliest Peoples from the West. Thames & Hudson. London. ISBN 0-500-05101-1.
- Watson, Burton, trans. (1993). Records of the Grand Historian: Han Dynasty II - Revised Edition. Columbia University Press, New York. ISBN 0-231-08166-9 and ISBN 0-231-08167-7.

### 相关文学作品
- 《楼兰》 吴蔚著 中国民主法制出版社 2011 ISBN编号：9787802199422

## 延伸閱讀
- （日本）井上靖《樓蘭》
- Ma Dazheng. 2003. The Tarim Basin. Ch. 7 in: History of Civilizations of Central Asia. Volume 5: Development in contrast: from the sixteenth to the mid-nineteenth century （页面存档备份，存于）. Edited by Chahryar Adle and Irfan Habib. UNESCO Publications.